# Jonas Ljungblad
Jonas Ljungblad (Skövde, 15 de enero de 1979) es un ciclista sueco. Debutó en el equipo sueco Team Crescent; durante su carrera también pasó por equipos de la talla como el Omega Pharma-Lotto en donde estuvo dos temporadas, dio por finalizada su trayectoria ciclista en el equipo luxemburgués Team Differdange-Magic-sportfood.de en 2012.
Tras su retirada, fue director deportivo del equipo continental danés Concordia Forsikring-Riwal.

## Palmarés
2001
- 2 etapas del Tour de Bulgaria
- 1 etapa del Tour de Eslovaquia
- 1 etapa del Tour de Brandenburgo

2002
- 1 etapa del Herald Sun Tour

2004
- 1 etapa del Tour de Eslovenia
- Herald Sun Tour, más 1 etapa
- 2 etapas del Tour de Queensland

2005
- Campeonato de Suecia en Ruta
- Tour de Vendée
- Tour del Lago Léman
- Melbourne to Warrnambool Classic

2006
- 1 etapa del Tour de Luxemburgo

2008
- Campeonato de Suecia en Ruta
- 1 etapa del Circuito de las Ardenas
- 1 etapa de la Volta da Ascension
- 1 etapa del G. P. Torres Vedras-Trofeo Joaquim Agostinho
- 1 etapa de la Vuelta a León[1]

## Resultados en Grandes Vueltas y Campeonatos del Mundo
| Carrera         | Carrera         | 2002 | 2003 | 2004 | 2005 | 2006 | 2007 | 2008 | 2009  | 2010 | 2011  | 2012 |
| --------------- | --------------- | ---- | ---- | ---- | ---- | ---- | ---- | ---- | ----- | ---- | ----- | ---- |
|                 | Giro de Italia  | —    | —    | —    | —    | —    | —    | —    | 128.º | —    | —     | —    |
|                 | Tour de Francia | —    | —    | —    | —    | —    | —    | —    | —     | —    | —     | —    |
|                 | Vuelta a España | —    | —    | —    | —    | —    | —    | —    | —     | —    | —     | —    |
| Mundial en Ruta | Mundial en Ruta | —    | —    | Ab.  | —    | —    | —    | —    | —     | 27.º | 117.º | —    |

—: no participa
Ab.: abandono